# Carlo Presotto
Carlo Presotto (Venezia, 14 luglio 1961) è un attore e drammaturgo italiano.

## Biografia
Direttore Artistico de La Piccionaia Centro di Produzione Teatrale con sede a Vicenza. Dopo gli esordi nell'ambito del teatro animazione, entra nella compagnia della famiglia Carrara nel 1982 ed inizia l'apprendistato della maschera con Titino Carrara.
Dopo alcuni anni di tournée internazionali, nel 1990 realizza il progetto di ricerca teatrale "La necessità di un tempo inutile". Collabora con artisti che frequentano il pubblico dei ragazzi nell'ambito della loro ricerca sui linguaggi teatrali (Marco Baliani, Giacomo Verde) come interprete e come ricercatore.
Cura numerosi testi originali e drammaturgie di testi letterari: le fiabe Barba Blu e Il Principe Granchio Le Stagioni di Giacomo (con Mario Rigoni Stern), La storia di una Gabbianella e del Gatto (con Luis Sepúlveda). Nel 1996 partecipa come interprete al progetto "I Porti del Mediterraneo" con 23 attori di diversi paesi.
Pubblica saggi e testi per ragazzi, in collaborazione tra gli altri con Silvia Roncaglia. Nel 2008 dirige il progetto di creazione collettiva "Viaggio naufragio e nozze di Ferdinando Principe di Napoli", per la prima edizione del Napoli Teatro Festival Italia.

Nel 2009 interpreta al Napoli Teatro Festival "Special Price" per il testo e la regia di Babilonia Teatri. 
Ha ottenuto il Premio Eti Stregagatto 2003-2004 per il progetto teatrale su Andrea Palladio "I quattro libri di Andrea" e il Premio Crédit Agricole Friuladria – Parco Colli Euganei 2020 per il lavoro di ricerca sul tema della sostenibilità ambientale, esplorato attraverso spettacoli che integrano teatro e video, performance e rappresentazione.
Sviluppa una particolare cifra stilistica in cui il lavoro di attore elaborato alla scuola della commedia dell'arte si fonde con l'utilizzo del video in una forma di digital storytelling, costituendo un percorso originale all'interno del fenomeno del teatro di narrazione italiano.
Dal 2010 conduce il gruppo di lavoro Silent Play, che crea performances teatrali utilizzando sistemi di radioguide e di interazione digitale con lo spettatore.

## Teatro
- Il paese dove non si muore mai, di AAVV, regia Collettiva I Salbanei. Teatro S.Chiara di Vicenza (1979)
- Processo a Gesù, di Diego Fabbri, regia Orazio Costa, Abbazia di Praglia (PD), (1984)
- The Marriage of Pantalone, di Anthony Rooley, regia Titino Carrara, Queen Elizabeth Hall di Londra, (1986)
- Le Veglie di Siena, di Orazio Vecchi, regia di Titino Carrara, Tivoli Concert Hall di Copenaghen, (1988)
- Il casino di Campagna, di Tommaso Carrara, Shibuya Seed Theatre Tokyo, (1988)
- La mandragola, di Niccolò Machiavelli, regia di Titino Carrara, Teatro Astra di Vicenza, (1990)
- Il fantasma del palcoscenico, di Titino Carrara e Carlo Presotto, regia di Titino Carrara, Teatro Astra di Vicenza, (1991)
- La Locandiera, di Carlo Goldoni, regia di Titino Carrara, Teatro Astra di Vicenza, (1992)
- Bar Miralago, di Carlo Presotto, regia di Giacomo Verde, Club Vinelli di Vicenza, (1993)
- Raccontar Goldoni, di Carlo Goldoni, regia AAVV, con Marco Paolini, Laura Curino, Eleonora Fuser, Enrico Bonavera, Teatro Astra di Vicenza, (1993)
- Come gocce di una fiumana, di Marco Baliani, regia di Marco Baliani, Castello di Rovereto, (1995)
- Migranti, di Marco Baliani, regia di Marco Baliani, Teatro Valle di Roma, (1996)
- Fiori rossi sulla pelle, di Carlo Presotto (collaborazione alla drammaturgia di Alessandra Ghiglione), regia di Giacomo Verde, Teatro G.Verdi di Muggia (TS), (1996)
- La rivolta dei Grani, di Laura Curino, regia Laura Curino, Sala Palladio di Vicenza, (1997)
- L'alfabeto dei Villani, di Giovanni Poli (da Ruzante ed autori veneti del '500), regia di Bepi Morassi, Teatro Olimpico di Vicenza, (1998)
- Storie, di Michela Marelli, regia di Laura Curino, palazzo Leoni Montanari di Vicenza, (1999)
- Le piazze e la città, di AAVV, regia di Valeria Frabetti, Piazza Maggiore di Bologna, (2000)
- Riccardo III, di William Shakespeare, regia di Mauro Maggioni, Teatro Villa dei leoni di Mira, (2001)
- Il paese dove non si muore mai, di Carlo Presotto, Titino Carrara e Silvia Roncaglia, Teatro Villa dei leoni, Mira (2002)
- Federico Fellini, la bellezza della sacra confusione, testo di Giorgio Fabbris, regia di Giorgio Fabbris, Teatro Astra Vicenza (2003)
- Faurè notte 13, di Giancarlo Marinelli, regia di Giancarlo Marinelli, Teatro delle Terme di Montegrotto, (2003)
- Mille e una notte, (recital con l'ensemble Osmanli), di AAVV, regia di Carlo Presotto, Villa Benzi di Montebelluna (2003)
- Danza dei Pianeti, (declamazione dei testi con l'ensemble dei dervisci Sari Gul), di Gialal-ad-din Rumi, Teatro Testoni di Bologna, (2003)
- I Quattro Libri di Andrea, (da il gioco del palazzo di Howard Burns), di Carlo Presotto e Titino Carrara,  regia di Titino Carrara, Basilica Palladiana di Vicenza, (2003)
- Hamelin, di Carlo Presotto, regia di Carlo Presotto, Piazza dei Signori di Vicenza, (2004)
- Nasruddin, di Carlo Presotto, regia di Carlo Presotto, Scuola del Fare di Castelfranco veneto, (2005)
- Banditi della libertà, di Gianantonio Stella, regia di Gualtiero Bertelli, Auditorium Battisti di Bolzano, (2005)
- Odissee, di Gianantonio Stella, regia di Gualtiero Bertelli, Teatro S.Marta di Venezia, (2005)
- Getsemani, di Giancarlo Marinelli, regia di Giancarlo Marinelli, Villa Valmarana ai Nani di Vicenza, (2006)
- La leggenda dei nani, di Carlo Presotto, regia di carlo Presotto, Villa Valmarana ai nani di Vicenza, (2007)
- Ensemble Maraghi, (partecipazione al concerto con recitazione di testi da Gialal-ad-din Rumi), Festival del mediterraneo di Perugia (2008)
- Viaggio Naufragio e Nozze di Ferdinando Principe di Napoli, (tratto da The Tempest di William Shakespeare) di Carlo Presotto, regia di Carlo Presotto, Real Albergo dei Poveri di Napoli, (2008)
- Special Price, di Enrico Castellani e Valeria Raimondi, regia di Babilonia Teatri, Convitto nazionale Vittorio Emanuele II di Napoli, (2009)
- Ho un lupo nella pancia, di Enrico Castellani e Valeria Raimondi, regia di Babilonia Teatri, Teatro Astra Vicenza (2016)
- Come nelle Favole, di Enrico Castellani e Valeria Raimondi, regia di Babilonia Teatri, Teatro Astra Vicenza (2017)
- Sei stato tu, di Carlo Presotto, collaborazione drammaturgica Agrupacion Senor Serrano. Teatro Astra Vicenza (2019)
- Il cielo sopra la città, di Carlo Presotto con Massimiliano Civica, Collettivo Anagoor, Sotterraneo. Teatro Astra Vicenza - Teatro Koreya Lecce (2020)
- Palladio Magico, di Carlo Presotto, regia Carlo Presotto e Davide Venturini, Teatro Olimpico di Vicenza, 73°ciclo spettacoli classici. (2020)
- Stelle, di Presotto C. e Antonelli S., Teatro Astra di Vicenza, (2022).
- Ale e i boschi, dai testi di Daniele Zovi, Teatro Astra Vicenza (2023).